# ليوبرسدورف
ليوبرسدورف (بالألمانية: Leobersdorf) هي مدينة في منطقة بادن في النمسا السفلى.